# Beluga-P2-Klasse
Die P2-Klasse (P2-800-Klasse, P2-1400-Klasse) ist eine zehn Mehrzweck-Schwergutfrachter umfassende Schiffsklasse der ehemaligen deutschen Projekt- und Schwergut-Reederei Beluga Group. Sie untergliedert sich in die vier Schiffe umfassende P2-800-Klasse und in die P2-1400-Klasse, die ursprünglich zehn Schiffe umfassen sollte, von der aber nur sechs Schiffe gebaut wurden.

## Allgemeine Daten

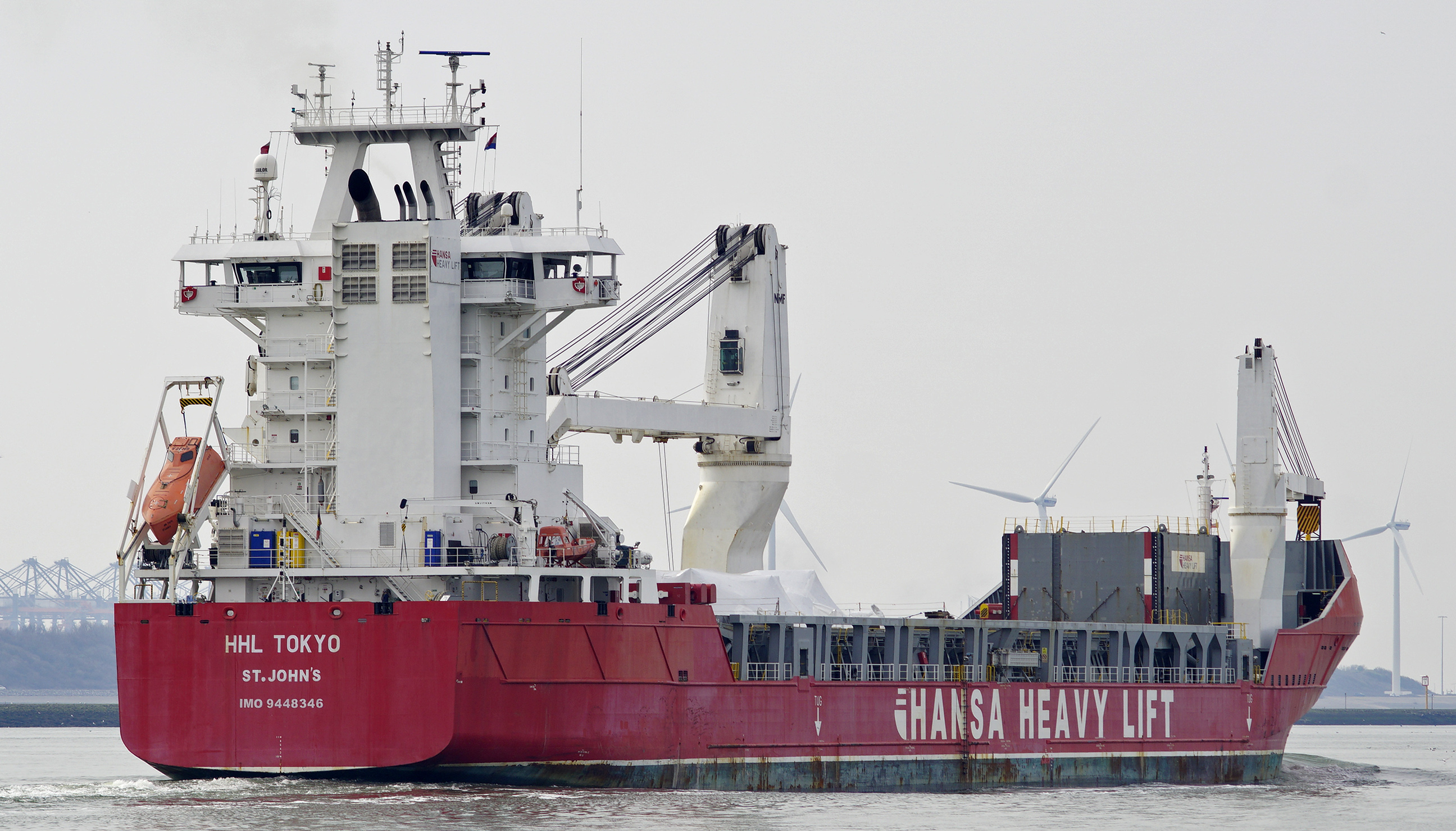
Heckansicht der HHL Tokyo

Die P2-Klasse ist nach einem Entwurf der Beluga Fleet Management in Zusammenarbeit mit der Werft Volharding Shipyards Newbuilding aus Westerbroek, Niederlande, entstanden. Die Entwicklung begann im Jahre 2005. Die Schiffe wurden auf der chinesischen Werft Hudong Shipyard in Shanghai gebaut. Das Typschiff der P2-800-Klasse wurde im November 2009 in Dienst gestellt, das der P2-1400-Klasse im März 2010.
Die Frachter der P2-800-Klasse sind mit einem Schwergutgeschirr mit einer Hebelastkapazität von bis zu 800 Tonnen SWL ausgerüstet und haben eine Tragfähigkeit von 20.100 tdw. Die P2-1400-Klasse hat eine Hebelastkapazität von 1400 Tonnen SWL und eine Tragfähigkeit von 19.400 tdw.
Die Schiffe waren die größten der Beluga Group. Sie sind Teil eines als P-Klasse im Jahre 2005 aufgelegten Neubauprogramms, mit dem die Reederei 2009 in das sogenannte Super-Heavy-Lift-Segment einstieg, das nach Reedereiangaben Schwergüter und Projektladung mit Einzelgewichten zwischen 500 und 1400 Tonnen umfasst.

## Technische Daten
Die P2-Klasse ist durch den Germanischen Lloyd klassifiziert. Der Schiffskörper hat die Klassifikation + 100 A5 E3 with Freeboard 4.370 M IW BWM SOLAS-II-2, Reg. 19 Multi-Purpose Dry Cargo Ship, Environmental Passport, Equipped for Carriage of Containers, Strengthened for Heavy Cargo, die Maschinenanlage + MC E3 AUT.
Die Schiffe der P2-800-Klasse und der P2-1400-Klasse sind weitgehend identisch und unterscheiden sich nur im Schwergutgeschirr und der Tragfähigkeit. Bedingt durch die Ausrüstung mit leistungsfähigeren Turmdrehkränen hat die P2-1400-Klasse eine geringere Tragfähigkeit.

### Schiffsrumpf
Die Doppelhüllenschiffe haben bei einer unterschiedlichen Tragfähigkeit von 20.100 tdw der P2-800-Klasse und 19.400 tdw der P2-1400-Klasse eine einheitliche Gesamtlänge von 168,65 Metern, Breite von 25,20 Metern und einen maximalen Tiefgang von 9,50 Metern. Vermessen sind sie mit einer Bruttoraumzahl (BRZ) von 17.628 und Nettoraumzahl (NRZ) von 6.617. Der Rumpf ist für Eisverhältnisse vergleichbar denen der nördlichen Ostsee mit bis zu 80 Zentimeter dickem Eis eisverstärkt, die Schiffe sind in die Eisklasse E3 eingestuft. Die P2-Klasse ist damit nach Angaben der Reederei für die Fahrt durch polare Regionen geeignet und kann die Nordostpassage entlang der sibirischen Küste befahren.
Da der Rumpf ursprünglich nicht für Schwergutschiffe geplant wurde, haben die Schiffe viele kleine Tanks und schwache Pumpen, so dass das Hochpumpen von Heavy Lifts im Vergleich zu anderen Schiffen sehr lange dauert.
Um die Verschleppung von Organismen in fremde Ökosysteme durch unbehandeltes Ballastwasser zu vermeiden, kommt das Filtrationssystem „CleanBallast“ von RWO Marine Water Technology aus Bremen zum Einsatz. Insgesamt können 12.000 Kubikmeter Ballastwasser aufgenommen werden.

### Laderäume
Die P2-Klasse verfügt über zwei Laderäume mit einem gesamten Ladevolumen von 26.337 Kubikmetern. Die Laderäume haben glatte Wände, die für den Transport unterschiedlicher Ladung mittels Zwischendecks und Querschotten unterteilt werden können. Der vordere Laderaum 1 hat eine Ladekapazität von 4.275 Kubikmetern bei einer Länge von 22,94 Metern und eine Breite von 13,76 Metern. Er kann auf zwei verschiedenen Höhen mit Zwischendecks unterteilt werden. Der größere Laderaum 2 hat eine Kapazität von 22.062 Kubikmetern bei einer Länge von 82,40 Metern und Breite von 18,66 Metern. Auf vier unterschiedlichen Höhen lassen sich Zwischendecks einziehen. Der Abstand zwischen Laderaumböden und Lukendeckeln beträgt 14,85 Meter.
Der Laderaum 1 wird von einem hydraulisch angetriebenen Lukendeckel mit den Maßen 23,28 × 14,26 Meter verschlossen. Der Laderaums 2 wird sowohl von hydraulisch angetriebenen Lukendeckeln als auch Pontonlukendeckeln verschlossen. Die Abdeckung des Laderaums hat die Maße 85,00 × 19,47 Meter. Die Laderaumböden haben eine Tragfähigkeit von 18,0 Tonnen pro Quadratmeter, die Zwischendecks von 3,5, die Pontonlukendeckel von 8,0 und die hydraulisch betätigten Lukendeckel von 4,0 Tonnen pro Quadratmeter.
Die Laderäume sind auch für den Transport von Massengütern und Containern konzipiert. Die Anzahl der Container-Stellplätze beträgt 912 TEU (20-Fuß-Container). Davon können 424 unter und 488 auf Deck gelagert werden. Für 100 40-Fuß-Kühlcontainer sind Anschlüsse vorhanden. Die Ladekapazität für beladene, 14 Tonnen schwere 20-Fuß-Container ist mit 738 TEU angegeben.

### Schwergutgeschirr
Für die Be- und Entladung stehen drei bordeigene Schwergutkränen der Neuenfelder Maschinenfabrik (NMF) zur Verfügung. Die Turmdrehkräne haben ein Extra-Ladegeschirr für kleine Lasten. Kran 1 für den vorderen Laderaum hat eine maximale Tragfähigkeit von 120 Tonnen SWL bei einer Reichweite von 16 Metern. Die maximale Reichweite beträgt 32 Meter, der Kran kann dann noch 55 Tonnen heben.
Bei der P2-800-Klasse haben die Kräne 2 und 3 für die Bedienung des zweiten Laderaums eine Tragfähigkeit von 400 Tonnen SWL bis zu einer Reichweite von 18 Metern. Sie können im Tandembetrieb eingesetzt werden, sodass sich eine maximale Hebelastkapazität von 800 Tonnen SWL ergibt. Die maximale Reichweite beträgt 30 Meter bei einer Tragfähigkeit von 240 Tonnen SWL.
Die P2-1400-Klasse hat Kräne mit einer Tragfähigkeit von 700 Tonnen SWL bis zu einer Reichweite von 14 Metern. Die maximale Reichweite beträgt 30 Meter bei einer Tragfähigkeit von 350 Tonnen SWL. Im Tandembetrieb erreichen die Kräne 2 und 3 eine Hebelastkapazität von 1400 Tonnen SWL. Das Extra-Ladegeschirr hat sowohl bei der P2-800-Klasse als auch bei der P2-1400-Klasse bei einer Tragfähigkeit von 40 Tonnen SWL eine Reichweite von 33 Metern.

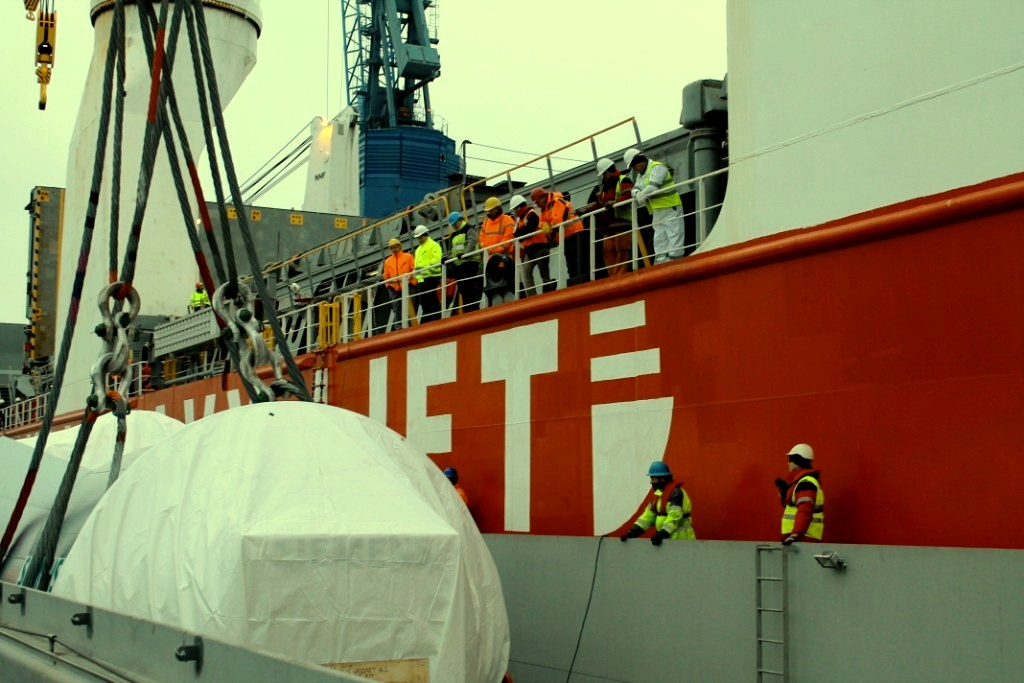
HHL Tokyo, Schwergutverladung mit eigenen Schwergutkränen
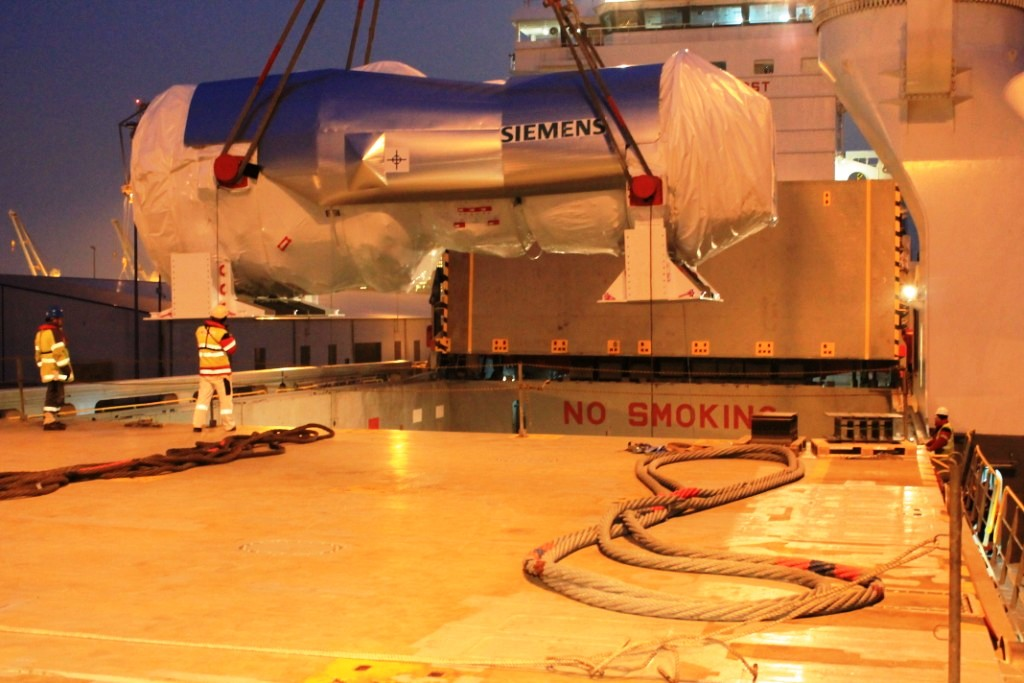
Schwergutverladung, die Ladung schwebt über Deck
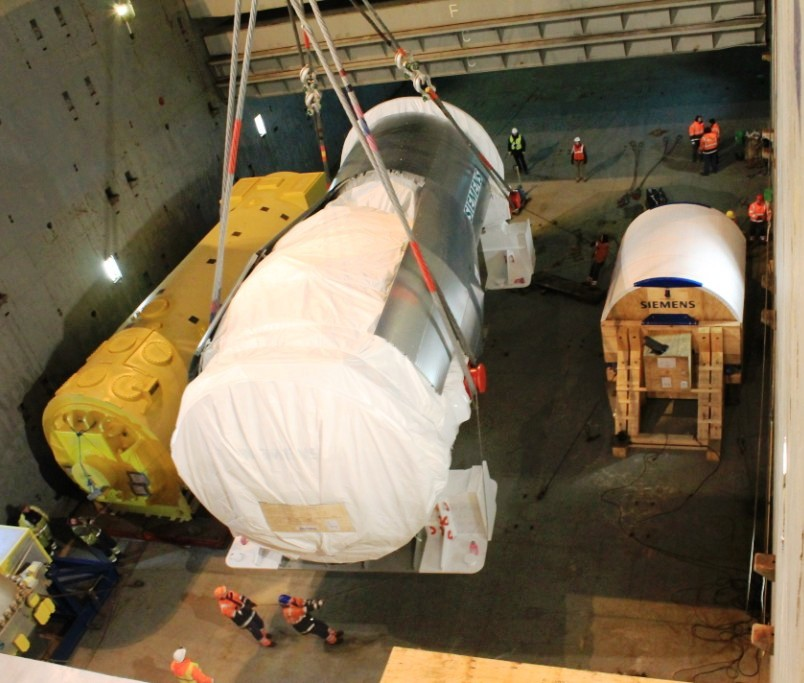
Schwergutverladung, Absenken im Laderaum

#### Stabilitätsprobleme
Die P-800-Schiffe wurden ursprünglich ohne Stabilitätsponton geplant, es stellte sich aber heraus, dass die Schiffe ohne Ponton nicht in Lage waren, ihre Krankapazität auszunutzen. Daher wurden die Schiffe, die noch im Bau waren, mit einem Ponton und die Schiffe, die sich bereits in Fahrt befanden, mit 2000 t Festballast nachgerüstet.

### Antrieb
Angetrieben werden die Schiffe von einem Schiffsdieselmotor des Typs MAN 7L 58/64 mit einer Leistung von 9.800 Kilowatt bei einer Nenndrehzahl von 428 Umdrehungen pro Minute. Der Viertaktmotor mit sieben Zylindern treibt über ein Getriebe einen Propeller an. Zur Verbesserung der Manövrierbarkeit im Hafen sind die Schiffe mit einem Bugstrahlruder mit einer Leistung von 800 Kilowatt ausgerüstet. Die P2-Klasse erreicht bei 90 Prozent Maschinenleistung eine Geschwindigkeit von 17 Knoten und verbraucht dabei täglich 38,7 Tonnen Schweröl der Qualität IFO 380. Es können 1500 Kubikmeter Schweröl sowie 200 Kubikmeter Marinedieselöl gebunkert werden.
Die elektrische Energieversorgung erfolgt mit einem Wellengenerator mit einer Leistung von 1550 Kilowatt, drei Dieselgeneratoren mit einer Leistung von jeweils 850 Kilowatt sowie einem Notstromgenerator mit einer Leistung von 150 Kilowatt. Für die Energieversorgung im Hafen werden pro Tag 1,7 Tonnen Marinedieselöl verbraucht, beim Einsatz des Krangeschirrs kann sich der Verbrauch auf bis zu 3,8 Tonnen täglich erhöhen.

## Schiffe
Bis Mitte 2010 wurden zwei Schiffe in Dienst gestellt; acht weitere sollten folgen. Die ursprünglichen Planungen sahen den Bau von vierzehn Schiffen vor.

### P2-800-Klasse
Die P2-800-Klasse umfasst drei Schiffe. Das erste Schiff wurde im November 2009 in Dienst gestellt.
Die ursprüngliche Beluga Houston (IMO-Nr. 9424546) und spätere HHL Rio de Janeiro ist das Typschiff der P2-800-Klasse. Das Schiff wurde 2019 an Spliethoff’s Bevrachtingskantoor verkauft, neuer Name wurde Parkgracht.
Die Beluga New York (IMO-Nr. 9448372 / Fertigstellung 2011) fuhr als HHL New York bei Hansa Heavy Lift. 2019 wurde sie an Spliethoff’s Bevrachtingskantoor verkauft, neuer Name Prinsengracht.
Die Beluga Kobe (IMO-Nr. 9448384) wurde am 29. Februar 2012 als HHL Kobe ausgeliefert. Das Schiff wurde am 30. März 2019 an Spliethoff Bevrachtingskantoor verkauft und in Pietersgracht umbenannt.

### P2-1400-Klasse
Die P2-1400-Klasse umfasst sieben Schiffe, von denen das erste im März 2010 in Dienst gestellt wurde.
Die einstige Beluga Bremen (IMO-Nr. 9424558) ist das Typschiff der P2-1400-Klasse. Das Schiff fuhr ab 2011 als HHL Valparaiso bei Hansa Heavy Lift. Ab 2018 war es als Treasure One und ab 2019 als Zea Gold in Fahrt. 2020 wurde das Schiff an Spliethoff’s Bevrachtingskantoor verkauft und in Palmgracht umbenannt.
Die Beluga Stavanger (IMO-Nr. 9424560) wurde als zweites Schiff der P2-1400-Klasse fertiggestellt. Nach dem Niedergang der Beluga Reederei ging das Schiff als HHL Macao zu Hansa Heavy Lift. Im August 2015 wurde das Schiff von dem Hamburger Unternehmen Auerbach Schifffahrt ersteigert. Auerbach Schifffahrt vercharterte das Schiff für fünf Jahre an die US-Reederei Intermarine, die bereits weitere ehemalige Beluga-Schiffe beschäftigte. Chartername des Schiffes wurde Industrial Grace. 2020 wurde das Schiff verkauft und in St. Georg umbenannt. Am 15. Dezember 2020 wurde es an Spliethoff’s Bevrachtingskantoor verkauft und in Pottersgracht umbenannt.
Die Beluga Shanghai (IMO-Nr. 9424572 / Juli 2010) fuhr als HHL Hong Kong bei Hansa Heavy Lift. Im November 2015 zusammen mit dem Schwesterschiff HHL Macao von Auerbach Schifffahrt ersteigert und ebenso an Intermarine verchartert (Chartername: Industrial Guide). Im Juni 2020 wurde das Schiff in St. Pauli umbenannt. Im Oktober 2020 wurde es an Spliethoff’s Bevrachtingskantoor verkauft und in Plantijngracht umbenannt.
Die Beluga London (IMO-Nr. 9448308 / September 2010) fuhr als HHL Richards Bay bei Hansa Heavy Lift. Das Schiff wurde 2019 an Spliethoff’s Bevrachtingskantoor verkauft, neuer Name wurde Pauwgracht.
Die Beluga Tokyo (IMO-Nr. 9448346 / Dezember 2010) fuhr als HHL Tokyo bei Hansa Heavy Lift. Sie wurde 2019 an Spliethoff’s Bevrachtingskantoor verkauft, neuer Name wurde Paleisgracht.
Die Beluga St. Petersburg (IMO-Nr. 9448358 / Februar 2011) wurde als HHL Lagos von Hansa Heavy Lift in Fahrt gesetzt. Am 8. April 2019 an Spliethoff’s Bevrachtingskantoor verkauft wurde das Schiff in Pijlgracht umbenannt.
Die Beluga Genoa (IMO-Nr. 9448360 / Fertigstellung im Mai 2011) fuhr als HHL Fremantle bei Hansa Heavy Lift; 2019 verkauft an Spliethoff’s Bevrachtingskantoor, neuer Name Poolgracht.